# غليزا 581g
غليزا 581 جي (تلفظ باللاتينية:ɡli:zə) أو Gliese 581 g أو Gl 581 g، هو أحد الكواكب غير المؤكدة خارج النظام الشمسي التي اكتشفت تدور حول نجم قزم يدعى غليزا 581 ويبعد عنا حوالى 20.5 سنة ضوئية، أي ما يقارب 193 ترليون كيلومتر في كوكبة الميزان. يعتقد أنه يمثل الكوكب السادس في مجموعة غليزا 581.
يقع الكوكب بالقرب وسط "منطقة خصلات الذهب - Goldilocks (مأخوذة من قصة الطفلة(اسمها "خصلات الذهب") والدببة الثلاثة للإشارة للخيار الوسطي)"، أو المنطة ممكنة العيش، من النجم الأب، كما أن هناك احتمالية كبيرة بوجود مياه عليه. أُعلن عن اكتشاف غليزا581 جي في 581 g أواخر سبتمبر، 2010، كما يعتقد أنه أول كوكب أقفال ذهبية تم اكتشافه، أكثرها شبها بالأرض، وأفضل كوكب خارج المجموعة الشمسية مرشح للحياة عليه حتى اليوم.

## الاكتشاف
تم اكتشاف الكوكب والإعلان عنه رسميا مساء الأربعاء، 29 سبتمبر - 2010، من قبل فريق من علماء الفلك في جامعة كاليفورنيا في سانتا كروز.
تمت الاستعانة بقياسات السرعة الشعاعية بدمج بيانات 11 سنة بواسطة جهاز المطياف عالي الدقة - HIRES. يعتقد أيضا بأن كتلة الكوكب تبلغ 3 إلى أربعة أضعاف كتلة الأرض وأن له زمن مداري قدره 37 يوماً.
أطلق ستيفن فوغت عليه اسم زوجته "زارمينا"، بشكل غير رسمي.

### أخطاء في تحليل البيانات
في ديسمبر 2010، تم الكشف عن خطأ منهجي في تحليل البيانات التي قادت لاكتشاف كل من غليزا 581 اف وجي. استدل فريق ستيفن على عدد الكواكب المجلوبة باستعمال طريقة توزيع مربع تشاي، بالرغم من أن نماذج المدارات لم تكن خطية في متغيرات النموذج. لذلك تعد طريقة مربع تشاي تحليلاً غير كاف.

## إمكانية الحياة

مدارات نظام غليزا 581 الشمسي. تم رسم غليزا 581 جي مع مدار دائري بين c وd.

يعتقد بأن كوكب غليزا 581 جي مقفل مديا إلى نجمه، تماما كما هو قمرنا مقفل مع الأرض، وبالتالي يكون يومه النجمي مساويا تماما لسنته الشمسية. مع وجود وجه واحد مقابل للنجم باستمرار، تعد درجات الحرارة الشبيهة بتلك على الأرض ممكنة في المنطقة الواقعة بين الجانبين المظلم والمضيء. كتلته المتناسبة مع حجمه تشير أيضا إلى احتمال امتلاكه غلافا جويا. يتوقع الباحثون أن تتراوح درجات الحرارة بين −31 إلى −12 درجة مئوية.
من جهته، أكد ستيفن فوغت - أستاذ علم الفلك والفيزياء الفلكية في جامعة كاليفورنيا، قائلا "نتائجنا تقدم دليلاً دامغاً على احتمال صلاحية الكوكب للسكن وحقيقة أننا تمكنا من اكتشاف هذا الكوكب بسرعة كبيرة يمكن أن تنبأنا بأن كواكب مثل هذا قد تكون أمراً شائعاً بالفعل.

## وصلات خارجية
- مؤسسة العلوم الوطنية الأمريكية. "Steven Vogt and Paul Butler lead a team that discovered the first potentially habitable exoplanet". مؤرشف من الأصل في 2019-12-11. Video: Steven Vogt of UC Santa Cruz and UC Observatories and Paul Butler of the Carnegie Institution of Washington join NSF's Lisa-Joy Zgorski to announce the discovery of the first exoplanet that has the potential to support life.